# Drzewica
Drzewica este un oraș în Polonia. În 2015 avea 3980 de locuitori.